# François-André Isambert (avocat)
Pour les articles homonymes, voir François-André Isambert.
François André Isambert, né le 30 novembre 1792 à Aunay-sous-Auneau (Eure-et-Loir) et mort le 13 avril 1857 à Paris, est un juriste et homme politique français.
Avocat aux conseils du roi, au Conseil d’État et à la Cour de cassation, directeur du Bulletin des lois, conseiller à la Cour de cassation, député d’Eure-et-Loir (1830-1831) et de la Vendée (1832-1848), à nouveau représentant d'Eure-et-Loir à l'Assemblée constituante de 1848 (1848-1849), vice-doyen de la Cour de cassation, il est l'auteur d'une œuvre monumentale en vingt-huit volumes intitulée Recueil général des anciennes lois françaises depuis 420 jusqu'à la Révolution de 1789.
Fondateur de la Société française pour l'abolition de l'esclavage, sa lutte incessante contre l'esclavage, dont il est le premier, en 1834, à demander l'abolition à la Chambre des députés, le place au plus haut rang dans la hiérarchie des abolitionnistes français.

## Enfance et jeunesse (1792-1813)

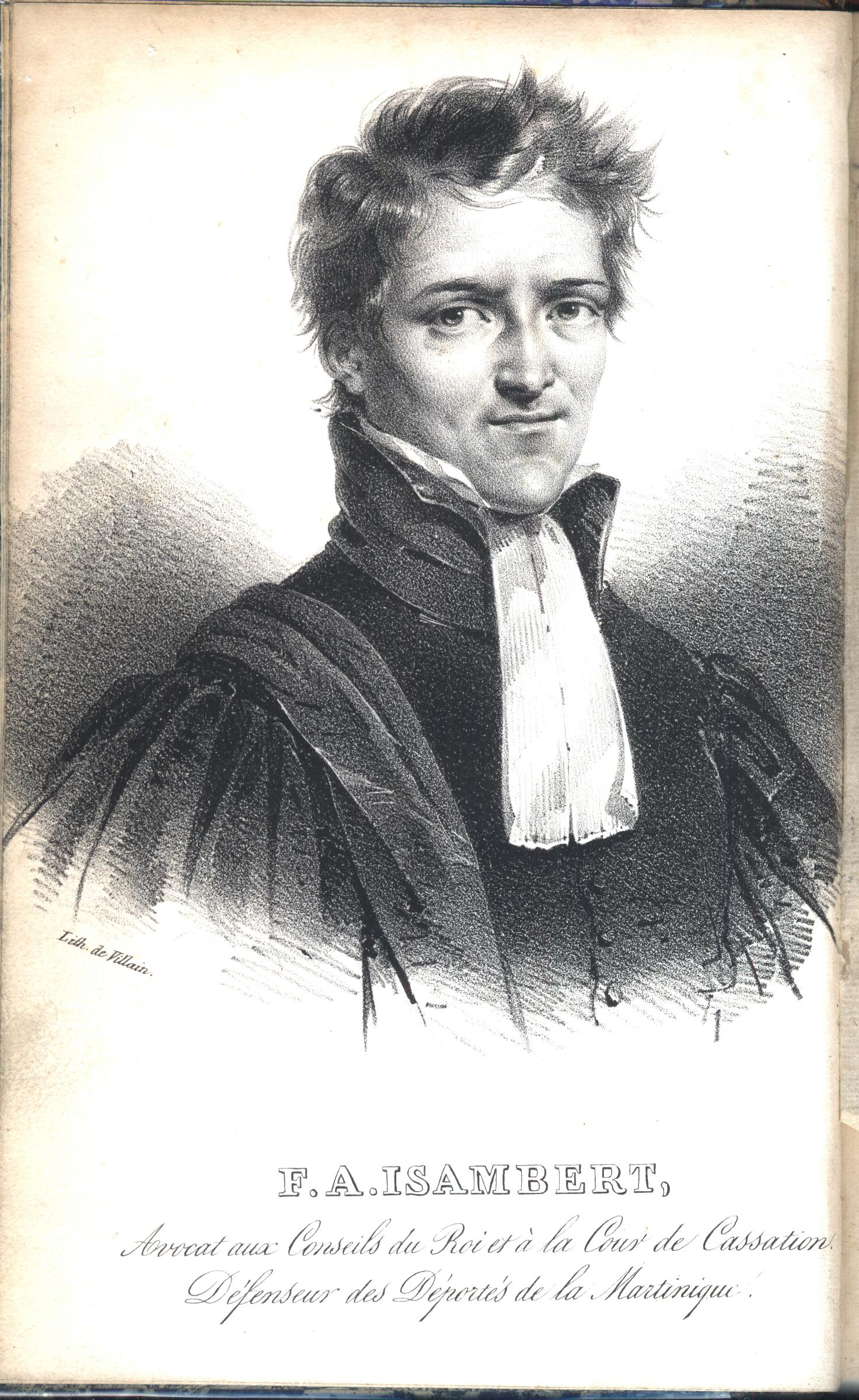
François-André Isambert lithographie

### Naissance
François-André Isambert naît le 30 novembre 1792 à Aunay-sous-Auneau (Eure-et-Loir) dans une ferme louée par ses parents, Louis Isambert, laboureur, et Marie-Catherine Le Roy, dans l'actuelle rue de l'Église où une plaque rappelant cette naissance a été dévoilée à l'initiative de la commune le 8 mai 2009. Son prénom d'usage est André, en référence à l'importante foire de la Saint-André qui se tient à Chartres (Eure-et-Loir) chaque 30 novembre. Mais il se fera connaître dans la vie publique sous le double prénom de François-André. Il est le cinquième enfant d'une fratrie de huit.

### Enfance
En 1795, la famille quitte Aunay-sous-Auneau pour s'installer à Lèves (Eure-et-Loir), au moulin de Longsault, tout près de Chartres, que son père, devenu meunier, prend en location et va exploiter pendant plusieurs années.
Sa prime enfance est marquée par la peur de la bande d'Orgères ainsi qu'il en témoigne plus de cinquante ans après dans une lettre : « La bande d’Orgères laissa dans mon pays une terreur dont on se souvient encore, et les crimes nombreux dont elle s’est rendue coupable y font l’entretien des veillées avec leurs circonstances affreuses. Dans mon enfance, j’en ai reçu des impressions terribles, et je ne pouvais passer devant un grand bois sans m’imaginer qu’il allait en sortir des brigands, ou que les arbres portaient des victimes de leurs cruautés. » , crainte d'autant plus justifiée que le 6 mai 1795, un couple avait été assassiné à Lèves par des membres de cette bande. Le 4 octobre 1800, âgé de 7 ans, il assiste à Chartres à la décapitation de la bande d'Orgères, ce qui le marque profondément.
Il est pensionnaire à l'école centrale de Chartres où il se distingue par l'obtention de nombreux prix. Il devient notamment ami avec Alexandre Jumentier (né en 1792), dont le père est l'homme politique Étienne Jumentier (1759-1846) et dont l'oncle l'abbé Claude-Adrien Jumentier (1749-1840) aura une grande influence sur lui. Il écrira en 1846 que ce « véritable saint Vincent de Paul l'a toujours honoré de sa tendresse et qu'il lui avait voué une piété presque filiale ».
Le 18 juillet 1803, ses parents acquièrent à Gasville-Oisème (Eure-et-Loir), tout près de Chartres, un domaine agricole avec une tuilerie-briqueterie, appelé « la Folie », qui appartenait depuis plusieurs générations à la famille chartraine Bouvet de Bronville, qu'ils exploiteront et où ils demeureront après avoir laissé l'exploitation du moulin de Longsault à leur fils aîné, Louis-Désiré Isambert, nommé maire de Lèves en 1815.
En 1806, il remporte au collège le prix institué par le préfet d'Eure-et-Loir, le baron Jean-François-Marie Delaître, pour avoir rédigé une ode sur la paix.
La même année, il entre au lycée Impérial (aujourd'hui lycée Louis-le-Grand), où il retrouve son compatriote, le futur grand mathématicien Michel Chasles (1793-1880) et son frère cadet, le futur député et maire de Chartres Adelphe Chasles, (1795-1868) qui sont devenus ses cousins par alliance, sa sœur aînée Geneviève Isambert ayant épousé à Chartres, en 1804, François Chasles, leur petit-cousin. Il y reste jusqu'en 1810, y terminant ses humanités et prenant des cours de rhétorique et de philosophie.

### Conscription
En 1812, il est déclaré apte pour le service militaire. Son père lui trouve alors un remplaçant en la personne de Louis Guillaume Larmurier, moyennant la somme de 5.500 francs, ce qui lui sauve probablement la vie, car son remplaçant, soldat au 9e régiment de chasseurs à cheval, disparaît "dans la retraite de la Grande Armée de Russie le 26 novembre 1812".

### Études supérieures
Sur proposition du proviseur du lycée impérial, il est admis en 1810 à l'École normale supérieure, mais il préfère faire des études de droit à Paris, son père désirant qu'il devienne notaire, et de littérature grecque au Collège de France où il suit l'enseignement du professeur Jean-Baptiste Gail avec lequel il rédige un grand nombre de mémoires lus à l'Institut de France et dessine la plupart des cartes géographiques qui composent l'atlas de géographie ancienne publié en 1815 et 1822.
Selon le témoignage d'un étudiant en droit de cette époque, il fait partie avec Odilon Barrot (1791-1873), des rares bons élèves.
Le 21 avril 1812, il devient bachelier en droit et le 5 janvier 1813, Louis de Fontanes, grand-maître de l'Université impériale lui délivre, au nom de "Napoléon, empereur des Français, roi d'Italie et protecteur de la confédération du Rhin", le diplôme de licencié en droit.

## Avocat (1813-1830)
Le 15 mai 1813, alors qu'il n'a que 20 ans, il prête serment et devient avocat impérial. Mais après avoir travaillé chez un avoué, il préfère être clerc de notaire chez Maître Augustin-François Potron, 10 rue Vivienne à Paris, tout en préparant l'agrégation de droit.
Ayant échoué de peu à l'agrégation de droit et à la suite des irrégularités commises lors de ce concours, dont il se plaint auprès du ministre de la Justice, celui-ci le nomme, en compensation, le 30 avril 1818, Avocat aux conseils du roi, profession qu'il va exercer jusqu'en 1830.
Il sera notamment appelé à défendre devant la Cour de cassation :
- En 1822, le lieutenant-colonel Augustin Joseph Caron, fusillé alors que la Cour de cassation ne s'était pas encore prononcé sur le pourvoi présenté par François-André Isambert ;
- En 1822, les Quatre sergents de La Rochelle ;
- En 1824, Armand Carrel (1800-1836), dont il obtient l'annulation de la condamnation à mort. Par la suite, Armand Carrel fut tué en duel par Émile de Girardin qui un an plus tard (1837) menacera François-André Isambert d'un duel après que celui-ci ait dénoncé à la tribune de la Chambre des députés un détournement de fonds publics au profit de ce journaliste[11] ;
- En 1826, les déportés de la Martinique, dont Cyrille Bissette. Son succès dans cette affaire le rendra célèbre et le sort fait aux hommes libres de couleur le sensibilisera à la cause de l'abolition de l'esclave.

## Conseiller à la Cour de cassation (1830-1857)
Le 27 août 1830, le roi Louis-Philippe le nomme conseiller à la Cour de cassation (section criminelle), fonction qu'il exercera jusqu'à sa mort, en en étant alors devenu le vice-doyen. Il lui arrive aussi de présider la chambre criminelle de la Cour de cassation.

## Vie politique (1830-1848)
Opposant politique à la Restauration, François-André Isambert participe au péril de sa vie aux Trois Glorieuses.
Il fait partie des avocats qui lors d'une réunion protestent contre les ordonnances du Roi, ce qui lui vaut un mandat d'arrêt lancé par le procureur du Roi. Selon l'article 102 du Code pénal, l'excitation à la révolte suivie d'effet est alors passible de la peine de mort.
Le dernier jour des Trois Glorieuses (29 juillet 1830), il est un des premiers présent à l'hôtel de ville de Paris.
Libéral, membre de la société Aide-toi, le ciel t'aidera dont il adhère à sa création en 1827, il se déclare en faveur de Louis-Philippe, dont il deviendra toutefois rapidement un adversaire politique du régime.
La commission municipale de Paris qui fait alors office de Gouvernement provisoire le nomme directeur du Bulletin des lois. Il exerce également, de fait, les fonctions de secrétaire général du Ministère de la justice.
En novembre 1831, il démissionne de la direction du bulletin des lois en en expliquant les raisons dans une longue lettre publique datée du 29 novembre 1831 : on essaye de l'empêcher de publier certaines ordonnances, en particulier celles allouant personnellement des sommes importantes à certains ministres.

### Député d'Eure-et-Loir
Le 21 octobre 1830, se présentant comme libéral, il est élu député d'Eure-et-Loir (arrondissements de Chartres et de Nogent-le-Rotrou), recueillant 271 voix, contre 154 voix à son adversaire Adelphe Chasles, alors maire de Chartres.
Le 7 juillet 1831, lors des élections législatives, Adelphe Chasles l'emporte au second tour sur François-André Isambert, recueillant 354 voix contre 349 à ce dernier. De nombreuses irrégularités en faveur d'Adelphe Chasles sont constatées. Il y a des protestations consignées dans les procès-verbaux et trois pétitions sont adressées à la Chambre des députés. La commission chargée de valider les élections entend par deux fois (28 et 30 juillet 1831) le préfet d'Eure-et-Loir Auguste Édouard Gaulthier de Rigny, chargé de l'organisation des élections dans le département, et un débat a lieu à la Chambre des députés qui finalement valide l'élection d'Adelphe Chasles.
François-André Isambert et Adelphe Chasles seront à nouveau adversaires aux élections législatives de 1834, 1837 et 1839. À chaque fois, Adelphe Chasles l'emportera.

### Député de la Vendée
À la suite de son échec en 1831 en Eure-et-Loir, François-André Isambert se présente en Vendée (arrondissement de Luçon) où il est élu député aux élections du 27 décembre 1832.
Il est constamment réélu député de ce département en 1834, 1837, 1839, 1842 et 1846.
Sa présence à la Chambre des députés de 1830 à 1848, lui permettra de combattre les gouvernements successifs de Louis-Philippe et de lutter en faveur de l'abolition de l'esclavage, à chaque fois qu'un débat avait lieu à la Chambre des députés sur les colonies, il intervient pour demander l'émancipation des esclaves.

### Anticléricalisme
Très attaché à la liberté religieuse et étant en faveur du gallicanisme, François-André Isambert combat les abus commis par le haut clergé catholique.
En 1837, il dénonce à la Chambre des députés les petits séminaires qui, compte tenu du grand nombre de leurs élèves sont en réalité des écoles confessionnelles alors que la loi prévoit qu'ils ne doivent accueillir que des enfants qui se destinent à l'état ecclésiastique.
En 1843, il est le premier homme politique à évoquer à la Chambre des députés la séparation de l'Église et de l'État.
En 1846, une vive polémique l'opposé à l'évêque de Chartres, Claude-Hippolyte Clausel de Montals (1769-1857), dans une lettre publique il lui écrit : "Les temps sont passés où l’esprit de domination, qui a constamment régné dans le haut clergé catholique, en imposait au vulgaire ; aujourd’hui il ne fait que révolter les esprits, que les exciter à rechercher sur quoi se fondent tant d’insolentes prétentions. La vertu, les mœurs, la saine morale, la vraie religion prêchée par Jésus-Christ, ne sont point l’apanage de gens qui font tant de bruit, qui dénoncent si haut l’Université, les magistrats, les hauts pouvoirs publics. Vous et nous, nous descendrons bientôt dans la tombe, et nous verrons alors lequel sera trouvé le plus pur par le Dieu des miséricordes".

### Représentant du peuple à l'Assemblée constituante (1848)
François-André Isambert s'engage dans la révolution de 1848, lors de la campagne des banquets il préside celui qui se tient à Chartres (Eure-et-Loir) le 24 octobre 1847.
Le 22 février 1848, il fait partie de la cinquantaine de députés signataires du manifeste mettant en accusation le ministère de François Guizot : 
"Nous proposons de mettre le ministère en accusation comme coupable d’avoir trahi au dehors l’honneur et les intérêts de la France. D’avoir faussé les principes de la Constitution, violé les garanties de la liberté et attenté aux droits des citoyens. D’avoir par une corruption systématique, tenté de substituer à la libre expression de l’opinion publique les calculs de l’intérêt privé, et de pervertir ainsi le gouvernement représentatif. D’avoir trafiqué, dans un intérêt ministériel, des fonctions publiques ainsi que de tous les attributs et privilèges du pouvoir. D’avoir, dans le même intérêt, ruiné les finances de l’État et compromis ainsi les forces et la grandeur nationales. D’avoir violemment dépouillé les citoyens d’un droit inhérent à toute constitution libre, et dont l’exercice leur avait été garanti par la Charte. D’avoir, enfin, par une politique ouvertement contre-révolutionnaire, remis en question toutes les conquêtes de nos deux révolutions et jeté dans le pays une perturbation profonde."
Le 25 avril 1848, il est élu au suffrage universel représentant du département d'Eure-et-Loir, à l'Assemblée nationale constituante, recueillant 23.185 voix.

### Co-rédacteur du décret-loi instituant le suffrage universel en France
Le 2 mars 1848, François-André Isambert et le vice-président du Conseil d'État, Louis Marie de Lahaye de Cormenin, chargés d'établir un projet de loi électorale par le Gouvernement provisoire, présentent à celui-ci leurs travaux préparatoires. C'est au cours de cette séance qu'il est décidé que le suffrage sera universel et direct, sans aucune condition de revenus.
Le 4 mars 1848, il présente au Gouvernement provisoire avec Louis de Cormenin le projet définitif du décret relatif aux élections de l'Assemblée nationale constituante dont l'article 5 dispose que "le suffrage sera direct et universel".
Selon le professeur en Science politique Alain Garrigou, la France est alors "le premier État de la planète à s'engager dans la voie du suffrage universel".

## Combat pour l'abolition de l'esclavage

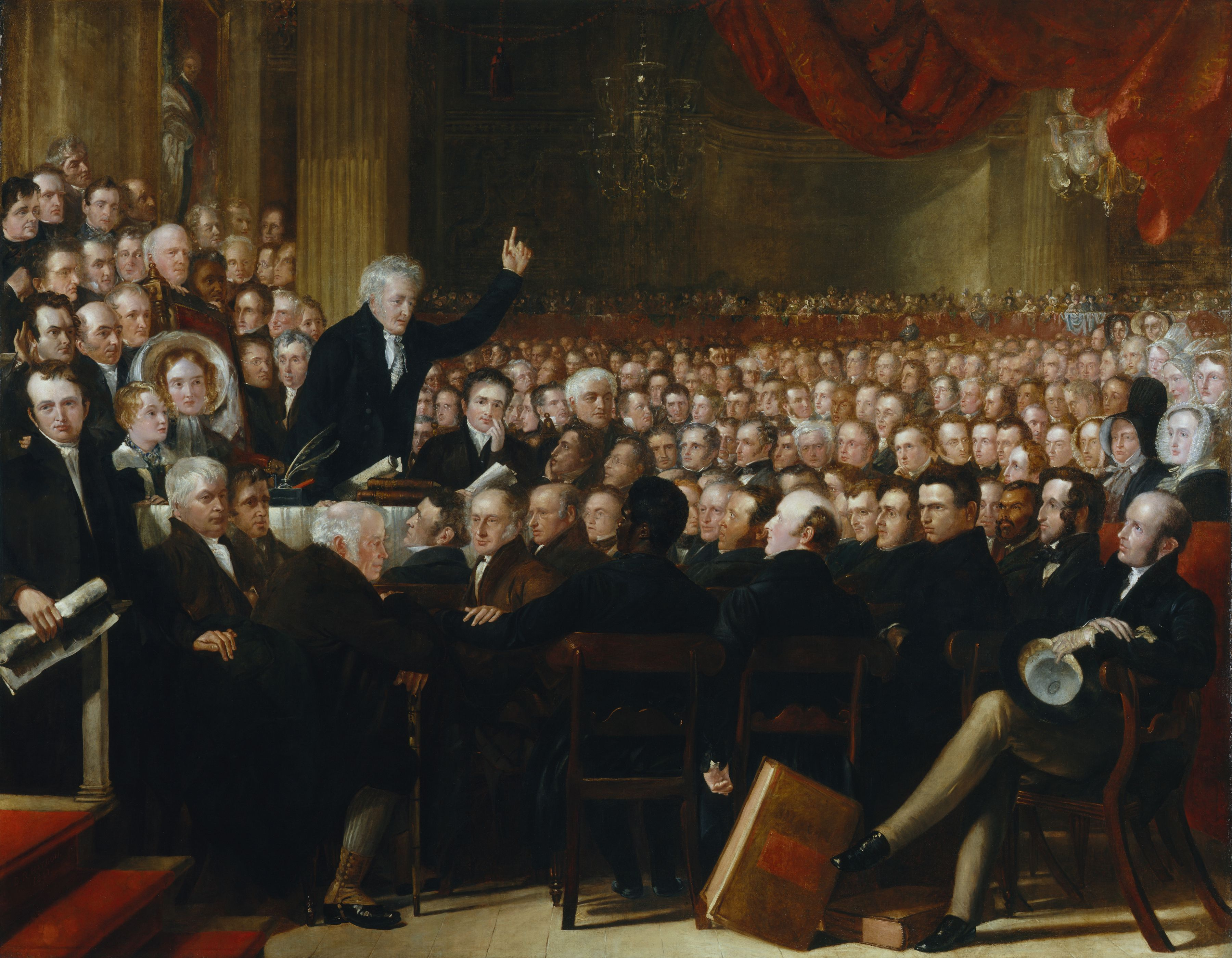
Convention de la Société contre l'esclavage Londres, 1840.

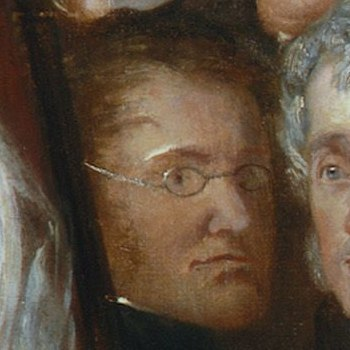
F.-A. Isambert représenté sur le fameux tableau de Benjamin R. Haydon, Anti-Slavery Society Convention 1840. National Portrait Gallery, Londres.

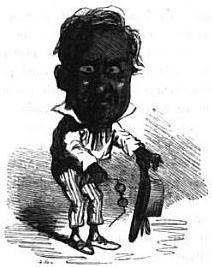
Caricature d'Isambert grimé en Martiniquais, par Cham (Amédée de Noé), 1850.

### De nombreuses interventions à la Chambre des députés
Député de 1830 à 1848, François-André Isambert intervient de nombreuses fois à la Chambre des députés pour demander l'abolition de l'esclavage.
En 1835, il déclare notamment : « On a cru que cette question d’émancipation devait bouleverser les colonies et les faire perdre ; on a eu grand tort, messieurs ; car selon moi, c’est le système contraire qui pourrait un jour causer la perte des colonies. Les partisans des colons n’ont donc jamais songé aux mauvais traitements et aux avanies auxquels ces malheureux sont exposés, et ne comptent-ils pour rien la privation de ce don du ciel, de cette liberté si précieuse dont ils sont privés ? Dans l’intérieur des plantations, quelle situation ! Là, pour les nègres, toute affection de famille est interdite ; les enfants ne connaissent pas leur père, les hommes ne peuvent s’y livrer qu’à des unions passagères ; les jeunes filles sont livrées sans défense à la brutalité des maîtres. Ainsi les colons entretiennent les esclaves dans un état de sauvagerie déplorable ! 
Messieurs, d’après l’expérience déjà faite dans les colonies anglaises j’affirme que la mesure de l’émancipation est le seul moyen de rétablir la valeur des propriétés coloniales, de garantir la sécurité des personnes et un bon régime de lois ; d’y créer une population qui se suffise à elle-même soit dans la paix, soit dans la guerre ; que c’est le moyen d’augmenter le commerce en créant de véritables consommateurs, de rendre enfin productives pour la France des colonies qui sont onéreuses.
Tant qu’on ne viendra pas à cette tribune déclarer qu’on ne veut plus de l’esclavage comme moyen de production, je ne consentirai pas à augmenter les sacrifices que la France s’impose annuellement ; je ne sacrifierai pas le sang des enfants de ma patrie pour aller prêter appui au bras du bourreau, pour soutenir les mesures de répression que sollicitent les conseils de l’aristocratie coloniale envers une race d’hommes qui a un droit incontestable à la liberté.» 
En 1836, il demande le vote d'une loi qui accorderait la liberté aux enfants à naître. Cette loi lui est refusée.
En 1837, il demande que l'on accorde la liberté aux enfants esclaves, par une interprétation extensive de la loi : « Quand la loi de 1833 a maintenu les droits acquis par les colons sur les esclaves qu’ils possédaient, est-ce qu’on a compris par « droits acquis » un droit quelconque sur les générations nées et à naître ? (...) Est-ce que le gouvernement de la métropole n’a pas le droit de déclarer que les enfants qui naîtront seront libres de naissance ? Le gouvernement est armé de tous les pouvoirs nécessaires à cet égard, sans avoir besoin d’une nouvelle loi. »
Et que soit au moins accordée la liberté aux esclaves domestiques : « Messieurs, même dans nos colonies, nous avons une partie de la population qui est en état de recevoir l’émancipation, sans aucun dommage pour la culture coloniale ; je veux parler des esclaves domestiques. Il est évident que si on permettait à ces esclaves de se racheter, il n’y aurait aucun inconvénient possible pour la culture. Les colons ne font même pas d’objection sérieuse là-dessus. L’on aurait gagné beaucoup si on avait émancipé, comme on le pourrait, le tiers de la population. » 
Toutes ses demandes lui sont refusées.

### Cofondateur de la Société française pour l'abolition de l'esclavage
En 1834, voulant relancer la lutte pour l'abolition de l'esclavage dans les colonies françaises, François-André Isambert fonde avec des personnalités telles que Victor de Broglie (1785-1870) (président), Hippolyte Passy (vice-président), Odilon Barrot (vice-président), Hippolyte Carnot et Alphonse de Lamartine la Société française pour l'abolition de l'esclavage.
Celle-ci vise à obtenir l'abolition de l'esclavage en France et mènera un combat long et difficile. Parmi les onze membres du Gouvernement provisoire qui décide en 1848 d'abolir l'esclavage, cinq sont membres de la Société Française pour l'Abolition de l'Esclavage : François Arago, Adolphe Crémieux, Alphonse de Lamartine, Louis Blanc et Alexandre Ledru-Rollin.
François-André Isambert en est le secrétaire pendant de nombreuses années et mènera un infatigable combat pour l'abolition de l'esclavage et rappellera que celle-ci est une idée française : "On a dit que l’émancipation était une idée anglaise. Non, Messieurs, c’est une idée française. Ce sont les édits de nos Rois qui les premiers ont déclaré que tout esclave qui toucherait la terre de France deviendrait libre ; l’esclavage a été aboli par la Révolution française bien avant que l’Angleterre ne fût entrée dans cette voie."

### Représentant de la France au congrès abolitionniste de 1840
En juin 1840, la British and Foreign Anti-Slavery Society organisa à Londres le premier congrès international en faveur de l‘abolition de l‘esclavage. François-André Isambert y est invité en sa qualité de secrétaire de la Société Française pour l’Abolition de l’Esclavage. ll y est désigné comme vice-président.
Le 24 juin 1840, il y tient un discours qui se veut optimiste : "Oui, nous voyons dans les noirs une race d’hommes injustement dépouillée des droits qu’elle tient de son créateur ; oui, nous voulons restaurer en eux toutes les races humaines et assurer en tous lieux le triomphe des droits de l’homme. (...) Ne vous alarmez pas des nouvelles que les feuilles publiques de France vous apportent des premières résolutions de la commission nommée par notre gouvernement pour s’occuper de la question de l’esclavage, quoiqu’elle ne soit pas composée entièrement d’abolitionnistes, cette commission n’a pas fait à l’esclavage l’honneur de discuter son principe, il est irrévocablement condamné. On peut être partagé en France sur le mode de l’émancipation, sur l’époque où elle doit être proclamée et surtout sur la question d’indemnité. (...) Il est fort probable que l’on adoptera le système proposé par la commission dont M. de Tocqueville a été le rapporteur, c’est-à-dire l’émancipation en masse et complète. (...) Le Roi des français ne voudra pas que son règne s’accomplisse sans que l’abolition de la traite ait reçu son complément nécessaire par l’abolition de l’esclavage." (extraits de son discours)
François-André Isambert est représenté avec les autres intervenants de cette convention sur un grand tableau peint par Benjamin Robert Haydon, aujourd’hui exposé à la National Portrait Gallery de Londres. (voir la galerie)

### Un homme moqué, insulté et menacé pour son combat pour l'abolition de l'esclavage
Journal La Presse du 29 mai 1842 :
« Vers six heures, la chambre s'est vue menacée du discours annuel de M. Isambert contre les colonies et les colons. Mais, grâce à sa présence d'esprit, l'assemblée a échappé au danger. À peine l'honorable membre était-il à la tribune qu'il y a eu fuite précipitée dans toutes les directions. M. Isambert a dû être bien fier des effets de son éloquence !»
Extrait d'une lettre de François-André Isambert à Cyrille Bissette en date du 13 juillet 1842 : « J'ai lu par hasard dans la Revue française une notice sur la vie de Wilberforce dans laquelle on voit que les négriers de la ville de Liverpool ont fait contre les abolitionnistes absolument la même chose que contre moi : injures, calomnies, provocations, embûches, publication de correspondances, persécutions de toute nature. C'est là le point où on m'a mis en particulier. »
La Revue française dénonce l’ampleur des pressions et diffamations que François-André Isambert subit en raison de son combat :
« Des attaques contre le désintéressement des abolitionnistes et de Monsieur Isambert en particulier, partout colportées et hasardées jusqu’au sein de la Chambre ; des menaces contre sa vie ont été faites en maintes circonstances ; des provocations directes ont eu lieu de la part de certains colons et indirectement de la part de leurs défenseurs salariés (…) quant au secrétaire de cette société, Isambert, il n’est de querelle ni d’outrage qu’on lui ait épargné. »
Ce scélérat d'Isambert, c'est ainsi que cet honorable député est qualifié par tout créole noble ou plébéien, grand ou petit propriétaire.

### La reconnaissance par les historiens de son rôle dans l'abolition de l'esclavage
En 1864, l'historien Henri Martin (1810-1883) dans son "Étude sur l’histoire de la Révolution de 1848" écrit « Le 4 mars 1848, l’abolition de l’esclavage fut décidée en principe ; elle fut réalisée et réglementée les 23 et 27 avril. On ne dissimula ni les difficultés ni les inconvénients d’une abolition soudaine et immédiate ; mais on comprit qu’il y a des choses qu’il faut se hâter de rendre irrévocables, et que la hardiesse qui ne regarde que le but et ne compte pas les obstacles était ici un devoir. Le ministre Arago et le commissaire Schœlcher eurent l’honneur de réaliser l’œuvre appelée, préparée sous le régime précédent, par M. le duc de Broglie, par M. Isambert et par d’autres hommes politiques des anciennes assemblées.»
L'historien Marcel Dorigny écrit : "Il serait pourtant injuste et historiquement fallacieux de laisser croire que la seconde abolition de l'esclavage (1848) fut une décision improvisée et presque imposée par un homme, Victor Shœlcher ; le seul nom que la postérité ait finalement retenu. À l'opposé d'une décision prise au hasard, fruit d'une initiative isolée, cette seconde abolition française a été le résultat de l'action de longue durée d'un grand nombre d'hommes, célèbres ou restés anonymes, qui ont consacré une partie de leur vie et de leur énergie militante pour imposer la fin de l'esclavage colonial."

## Retraite et décès (1849-1857)

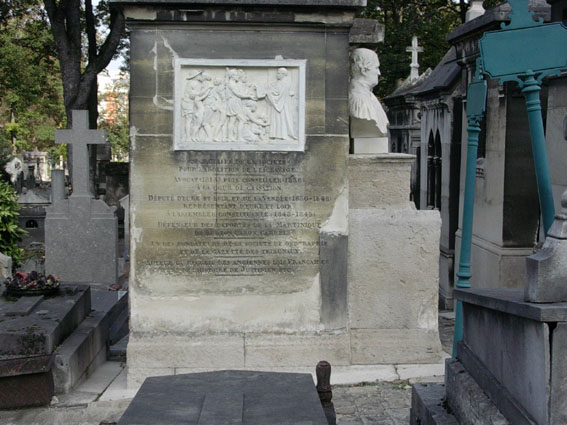
Tombe de François Isambert au cimetière de Montmartre.

François-André Isambert se retire de la vie politique en 1849 mais reste magistrat à la Cour de cassation. Il se consacre alors à des travaux historiques. Ayant fait partie le 15 décembre 1821 avec Jean-François Champollion (1790-1832), Georges Cuvier (1769-1832), Alexander von Humboldt (1769-1859) et Jules Dumont d'Urville (1790-1842) des 227 personnalités qui ont fondé la Société de géographie, il en devient, en 1849, le vice-président.
Ami intime d'Élisa Condorcet (1790-1859), la fille unique de Nicolas de Condorcet, ainsi qu'avec le mari de celle-ci, le général Arthur O'Connor (1767-1852) et leur conseiller juridique, ils échangent beaucoup de lettres et Élisa Condorcet-O'Connor le reçoit avec sa famille dans son château du Bignon, commune du Bignon-Mirabeau (Loiret).

Aussi François-André Isambert est-il choisi par Élisa Condorcet en 1852 pour prononcer les dernières paroles sur la tombe de son conjoint. C'est également Isambert qui rédige la biographie de Condorcet pour la Nouvelle Biographie générale,.
Son livre "Histoire de Justinien" sort en 1856. Il a également entrepris des recherches historiques sur la vie de Jésus-Christ dont le manuscrit reste inédit.
Le 13 avril 1857 François-André Isambert meurt d'une apoplexie foudroyante alors qu'entouré de sa famille il est en train de rire.
Il meurt le lundi de Pâques 1857 et s'était converti un an auparavant au Protestantisme le dimanche de Pâques 1856.
Ses obsèques ont lieu le 15 avril 1857. Le journal Le Siècle indique qu'elles sont suivies "par une foule considérable de citoyens de toutes les classes".
L'ancien chef du gouvernement et ministre de la Justice, Odilon Barrot, son ami de près d'un demi-siècle, prononce son éloge funèbre :
"Qui ne connaît cette lutte si prolongée, si pleine de vicissitudes qu'Isambert eut à soutenir pour faire ressortir tout ce qu’avait d’odieux, d’immoral et d’inhumain la conditions de nos esclaves dans les colonies. Il a sa part dans cette œuvre glorieuse de l’émancipation qui honore et console notre vieux monde. Son nom est prononcé à juste titre à côté de celui de Wilberforce. Que notre patrie soit fière d’avoir eu aussi ses représentants dans cette grande lutte où l’humanité n’a encore que partiellement triomphé, et que les enfants d’Isambert surtout s’en honorent ! C’est là pour eux un beau titre de noblesse. Lorsque, dans sa vie, on a pu rendre un tel service à l’humanité, on a largement payé sa dette. (...)
Et maintenant, ce foyer si ardent s’est tout à coup éteint. Isambert nous a été subitement enlevé, le cœur encore jeune et l’esprit plus actif que jamais. On peut dire de lui qu’il atteint le repos avant de connaître la fatigue. Repose-toi donc dans le sein de Dieu, ouvrier courageux et infatigable ! Tu en as le droit, car tu as bien fait ta journée ; ta vie a été noblement remplie ! Heureux ceux qui, comme toi au moment de quitter ce monde, peuvent jeter un regard assuré sur tout leur passé et n’y trouver que de nobles sentiments et de bonnes actions ! Heureux ceux qui peuvent, comme toi, se dire avec une noble fierté, qu’à travers toutes les vicissitudes et tous les caprices de la fortune, ils n’ont jamais servi qu’une même cause, suivi qu’un seul drapeau ! Tu laisses à tes enfants un nom consacré et qui sera honoré partout où la liberté humaine sera respectée : noble héritage dont-ils connaissaient bien le prix et dont-ils continueront à se montrer dignes. Un tel homme, Messieurs, on peut le pleurer, mais il ne faut pas le plaindre : il faut l’imiter !"
François-André Isambert repose au cimetière de Montmartre à Paris (11e section), sa tombe est constituée d’un monument avec buste en marbre que sa famille fit édifier en 1862.

## Descendance
Alors qu'il fait ses études au lycée impérial, il fait la connaissance d'Eugénie Afforty (1792-1860), fille de François Afforty (1756-1823) ancien banquier et agent d'affaires, demeurant à Paris place Vendôme, dont l'épouse Antoinette Le Roux (1770-1859) est la fille de François Le Roux (1723-1789), notaire à Versailles.
Il se marie avec Eugénie Afforty le 14 octobre 1813 à Paris (2e arrondissement). Le mariage religieux a lieu le 16 octobre 1813 à l'église de la Madeleine. De cette union naissent quatre enfants :
- Caroline Eugénie Isambert, née le 16 octobre 1814 à Paris (1er arrondissement) et morte à Neuilly-sur-Seine (Hauts-de-Seine) le 23 août 1843 âgée de 28 ans, dont postérité ;
- Baptiste Anténor, né le 15 mars 1817 à Paris (1er arrondissement) et mort à Paris (8e arrondissement) le 10 avril 1892 âgé de 75 ans, avocat à la Cour royale de Paris, substitut près le Tribunal de la Seine, substitut à la Cour de Paris, conseiller à la Cour de Paris, dont postérité ;
- Alfred Isambert, né en 1822 et mort à Paris le 8 août 1876 âgé de 54 ans, avocat à la Cour impériale, avocat à la Cour d’appel de Paris, sans postérité ;
- Émile Isambert, né à Auteuil le 22 juillet 1827 et mort le 26 octobre 1876 à Paris âgé de 49 ans. Marié en 1859 avec Claire Pauline Huber, il est agrégé de médecine, auteur, avec Adolphe Joanne, de L’itinéraire descriptif, historique et archéologique de l’Orient[27]. Émile Isambert a deux enfants : Paul André Eusèbe Isambert, avocat, né en 1860 et mort le 14 septembre 1933, et Emma Suzanne Isambert, épouse en 1893 d'Élie Antoine Octave Lignier, docteur ès sciences naturelles, professeur de botanique à la faculté des sciences de Caen.

## Hommages
- En 1838, une députation des hommes de couleur de diverses colonies offrent à François-André Isambert une médaille à son effigie accompagnée du message suivant : « La puissance de la force qui jadis divisait les hommes en deux classes, les exploitants et les exploités, a fait place aux principes d’une éternelle justice ; la raison a proclamé le droit, c’est-à-dire l’égalité des hommes, de quelque contrée, de quelque couleur qu’ils soient… Il n’y a plus d’esprit assez puissant pour empêcher ni retarder l’émancipation ; le nom de M. Isambert sera gravé dans le cœur reconnaissant des noirs et dans le livre impartial de l’avenir. »
- En 1840, Jean-Baptiste Symphor Linstant de Pradines, d’Haïti, dédie son essai « Sur les moyens d’extirper les préjugés des blancs contre la couleur des Africains et des sang-mêlés » à François-André Isambert : « A M. Isambert, député du département de la Vendée, conseiller à la Cour de cassation, Secrétaire de la Société Française pour l’abolition de l’esclavage, je dédie cet essai, comme témoignage de mon estime pour le citoyen, et de mon admiration pour un des plus constants et des plus généreux défenseurs de la cause des noirs. »
- En 1853, l'écrivain haïtien d'origine guadeloupéenne Joseph Saint-Rémy (1818-1856) lui dédie son livre "Pétion et Haïti" : "A M. Isambert, conseiller à la Cour de cassation de France, ancien député, représentant du peuple à la Constituante de 1848. À vous, Monsieur, je dédie ce livre, comme à un des amis les plus nobles, les plus dévoués de ma race. Aujourd’hui encore, en l’absence de parlement, votre voix généreuse s’élève chaque fois qu’il s’agit de seconder les vues éclairées du ministre bienveillant qui dirige la Marine et les Colonies. Cette offrande publique est autant une faible marque d’estime personnelle qu’une dette que l’Afrique et l’Amérique ont contractée envers vous, et qu’au nom de leurs enfants, j’essaye ici de remplir en ma qualité d’homme noir."
- Une rue porte son nom à Aunay-sous-Auneau (Eure-et-Loir), sa commune natale. En 2009, une plaque rappelant sa naissance et son action est apposée à l'endroit où se trouvait la ferme dans laquelle il est né.
- Une rue porte son nom à Fort-de-France (Martinique). Décision prise par le conseil municipal de Fort-de-France le 20 janvier 1882.
- Une rue porte son nom au Robert (Martinique).
- Une rue porte son nom à Macouba (Martinique).
- Une impasse porte son nom à Sainte-Marie (île de la Réunion).
- Une résidence Isambert est construite en 2021-2022 à Saint-Denis de la Réunion[28]

## Publications (par ordre chronologique)
- De la souveraineté et du gouvernement de fait [1815]
- Notice sur la différence qui existe entre les lois fondamentales ou chartes et les lois ordinaires [1816]
- Recherche sur l’ordre de successibilité au trône [1817]
- Dissertation sur les lois naturelles [1818]
- Essai sur les limites qui séparent le pouvoir législatif du pouvoir réglementaire [1819]
- Charte constitutionnelle, avec des notes d’Isambert servant de commentaire [1819]
- À Son excellence, le Ministre secrétaire d’État de la guerre. Au Roi en son Conseil d’État. Mémoire pour Monsieur le baron Dejean fils, lieutenant général de cavalerie, appelant d’un arrêté rendu par le préfet de la Somme en conseil de préfecture le 20 septembre 1820, signé Isambert.
- Dissertation sur la force obligatoire des traités [1820]
- Code électoral, comprenant la Charte, les lois des élections, les ordonnances et règlements sur la composition et la convocation des collèges électoraux et les instructions ministérielles ; avec des notes servant de commentaire et une table analytique des matières[29].
- Recueil général des anciennes lois françaises, depuis l’an 420 jusqu’à la Révolution de 1789, contenant la notice des principaux monuments des Mérovingiens, des Carolingiens et des Capétiens, et le texte des ordonnances, édits, déclarations, lettres patentes, règlements… de la troisième race, qui ne sont pas abrogés, ou qui peuvent servir, soit à l’interprétation, soit à l’histoire du droit public et privé… En collaboration avec MM. Jourdan et Decrusy. 29 volumes dont 1 table [1821-1833].
- Dissertation sur les arrêts du Conseil [1821]
- Du pouvoir réglementaire ou de la nature et de la force des ordonnances, par M.Isambert [1821]
- Essai sur les limites qui séparent le pouvoir législatif du pouvoir réglementaire ou exécutif, ou Commentaire sur l'article 14 de la Chartre, Paris, Corréard [1821]
- Dissertation sur les règlements de police [1822]
- Mémoire sur le concours ouvert à la Faculté de droit de Paris, et sur la prétendue suppression opérée par ordonnance du 6 septembre 1822, de quatre chaires : 1° des éléments du droit naturel, du droit des gens et du droit public général ; 2° de l'histoire philosophique du droit romain et du droit romain et du droit français ; 3° de l'économie politique, et spécialement, 4° de la chaire du droit public positif et du droit administratif français, Paris, Cellot [1822]
- Dissertation sur le pouvoir disciplinaire [1823]
- Annales politiques et diplomatiques, ou manuel du publiciste et de l'homme d'État, précédées d'une dissertation sur le droit public, éditions Désirat, 5 volumes [1823]
- Plaidoyer de M. Isambert pour Herpin, officier de marine, Cour de cassation, section criminelle, audience du 17 juin 1824, imprimerie de J. Tastu [1824]
- Mémoire au Conseil d’État pour les déportés de la Martinique à fin d’autorisation de mise en jugement du sous-préfet de Brest et du commandant du navire « le Chameau », pour détention arbitraire et séquestration de personnes [21 mai 1824]
- Mémoire pour les déportés de la Martinique, signé Isambert, avocat aux Conseils du Roi [29 juin 1824]
- À la chambre des Pairs du Royaume, plainte pour les déportés de la Martinique contre M. le Général Donzelot, gouverneur général et administrateur pour le Roi de la colonie de la Martinique, signée Isambert [2 juillet 1824]
- Au Roi, en son Conseil d’État. Requête en sursis pour les sieurs Millet et autres déportés de la Martinique, signée Isambert [8 juillet 1824]
- Mémoire à son Excellence le Ministre de la Marine et des Colonies sur la demande en communication des pièces relatives aux déportés de la Martinique et sur la légalité de la déportation, signé Isambert [10 juillet 1824]
- Pétition des déportés de la Martinique aux deux Chambres, demandant une indemnité à l’occasion de leur déportation sans jugement, déposée à la Chambre des députés le 22 décembre 1824, jour de l’ouverture de la session et à la Chambre des Pairs le 31 décembre 1824, signée Isambert [22 décembre 1824]
- Cour de cassation. Section criminelle. Affaire de la Garde Nationale. Mémoire pour Monsieur Viel, fusilier de la Garde Nationale, condamné à trois jours de prison par un conseil de discipline pour n’avoir pas fait son service en uniforme, signé Isambert [décembre 1825]
- Au Roi en son Conseil. Réplique pour Messieurs Pugh, Viel et Delamotte, demeurant à Rouen, faubourg Saint-Sever. Contre les sieurs Martin et fils [1825]
- Traité de la voirie rurale et urbaine, ou des chemins et des rues communaux, d'après la loi du 28 juillet 1824, par M. Isambert. Éditions Constantin [1825]
- Cour de Cassation. Section Criminelle. Affaire des fausses décorations. Plaidoyer de Me Isambert. Arrêt, observations, etc. [1825]
- Plaidoyer pour Gilles et Peubret, contre l'abbé Lefebvre curé de Carville, prévenu d'outrages à la pudeur. Paris, Pinard [1825]
- Plaidoyer pour M. Roussel, avocat de Lille. Paris, Pochard [1825]
- Barreau de Paris. Consultation sur la dénonciation adressée à la Cour royale par M. le Comte de Montlosier. Signée Isambert. Éditions A. Dupont [1826]
- Mémoire à consulter et consultation pour la ville incendiée de Salins contre l’administration des forêts. Signé Isambert. [1826]
- À la chambre des Pairs du Royaume, production nouvelle pour Messieurs Bissette, Fabien fils et Volny, déposée le 14 avril 1826, signée Isambert.
- De la liberté religieuse dans le service de la Garde Nationale, par M. Isambert [juillet 1826]
- Plaidoyer dans l'affaire de la Garde Nationale (Cour de cassation). Paris, Pochard [1826]
- Plaidoyer dans l'affaire des brevets de libraires (Cour de cassation, 24 juin 1826). Paris, Duverger [1826]
- Lettre adressée à MM. les rédacteurs des "Archives du christianisme" sur le système de la liberté des cultes, tel qu'il est fondé par la Charte, Paris, Smith [1826]
- Résumé de la plaidoirie pour le sieur Viel, ci-devant fusilier de la Garde Nationale, incorporé dans la première compagnie de chasseurs (audience de la Cour de cassation, section criminelle du 7 janvier 1825). Paris, imprimerie Pochard [1826]
- Consultation pour les réfugiés français capitulés en Espagne, signée Isambert [1827]
- Consultation pour Monsieur Noël [1827]
- Consultation pour Monsieur Saint-Maurice [1827]
- Cour de cassation. Mémoire pour M. le Général Berton, signé Isambert et Mérilhou.
- Cour de cassation. Rapport fait M. Isambert au nom de la commission chargée de l’examen du projet de loi sur les ventes d’immeubles.
- Instruction aux citoyens français, pour la reconnaissance de leurs droits d’électeurs et de jurés, par M. Isambert [1827]
- Plaidoyer de M. Isambert pour le capitaine Muller contre le Général Durfort et contre le Procureur général de la Cour royale de Paris [1827]
- Plaidoyer de M. Isambert devant la Cour de cassation dans l’affaire de réfugiés [29 janvier 1827]
- Conseil d’État. Comité du contentieux. Précis pour Monsieur Guillard, agrégé divisionnaire de mathématiques au Collège royal de Louis-le-Grand, signé Isambert [12 janvier 1827]
- Au Roi en son conseil. Requête pour Marie-Louise Lambert, négresse libre de la Martinique, détenue dans la maison centrale de Rennes, signée Isambert [1827]
- Lettre sur la mission d’Avignon et sur les missionnaires, signée Isambert, édité à Lyon chez Coque [18 octobre 1827]
- Aux électeurs d’Eure-et-Loir, signé Isambert [9 novembre 1827]
- Observations de Me Isambert, avocat, dans sa cause. Imprimerie de Honoré de Balzac, [1827]
- Pétition des habitants de Boulogne à son Excellence le Ministre de l'intérieur sur l'arrêté relatif à la police des bains de mer. Éditeur Bureau du Franc-Parleur [1827]
- François André Isambert, Mémoire pour S. Ex. Le président de la République d'Haïti, contre Me Blanchet, avocat, sur la question morale de ce procès, Paris, Imprimerie de E. Duverger, 1827, 74 p. (lire en ligne)
- Consultation pour M. de Maubreuil, par Me Isambert. Imprimerie de Guiraudet [1827]
- À la Chambre des Pairs. Humble supplique du soldat Pierre Michel, condamné à cinq ans de fers pour vente d’effets militaires [1er février 1828]
- Réclamation d'un père de famille contre l'enlèvement par l'autorité militaire de son fils, réformé par le conseil de révision. Imprimerie de E. Duverger [1828]
- Dénonciation à M. le Procureur du Roi à Marseille sur les Capucins et les congrégations de cette ville, par M. Isambert [1828]
- Plaidoyer sur la demande en renvoi pour cause de suspicion légitime formée par le sieur Fabry contre M. Mathias, juge d'instruction. Paris, imprimerie de Pochard [1828]
- Mémoire à consulter et consultation pour les Sieurs Poya, Rome, Dame Veuve Abraham et Consorts, héritiers ou légataires de l'estoc pater. Éditeur J-J Vaissière [1829]
- Consultation sur l’élection de M. de Bully, député du Nord [1829]
- Pétition de M. Isambert contre les missions de l'intérieur, les ordres et les congrégations monastiques d'hommes. Éditeur Ladrange [1829]
- Consultation pour les héritiers Dahm contre la Régence bavaroise [1830]
- Pétition pour l’interprétation législative de l’article 14 de la Charte contre la dictature, déposée à la Chambre des députés [3 mars 1830]
- Lettre à M. le Garde des Sceaux, portant démission par M. Isambert, de ses fonctions de Directeur du Bulletin des Lois [29 novembre 1830]
- Code électoral et municipal ou Code des droits civiques par M. Isambert, deuxième édition, entièrement refondue. 3 volumes. [1831]
- Aux électeurs de l’arrondissement de Chartres, signé Isambert [24 juin 1831]
- Tableau historique des progrès du droit public et du droit des gens jusqu’au XIXe siècle [1832]
- Documents officiels sur l’histoire du clergé catholique, depuis 1790 jusqu’en 1834, relativement au serment constitutionnel à l’occasion de l’appel, comme d’abus, interjeté au Conseil d’État, par Messieurs Weiss et Kraft, prêtres du diocèse de Strasbourg, contre Monsieur Le Pape de Trevern leur évêque, signée Isambert [10 mars 1834]
- Pandectes françaises ou recueil complet des lois et de la jurisprudence, dans l’ordre chronologique, avec une table alphabétique et raisonnée des matières, du 5 mai 1789 au 1er janvier 1835, par M. Isambert. 2 volumes.
- Discours prononcé par M. Isambert, député de la Vendée, sur le budget de la Marine (Service des Colonies). Séance du 23 mai 1838. [1838]
- Comité des députés de la gauche. Paris, le 12 septembre 1839, projet de réforme électorale, signé Isambert.
- De l’interprétation législative, article paru dans la Revue de Législation [1840]
- Chambre Des Députés. Session de 1840-1841. Discours de M. Isambert, député de la Vendée, dans la discussion du budget du culte catholique [1841]
- Lettre de M. Isambert à M.Jollivet [15 juillet 1842]
- À Messieurs les électeurs du premier collège de la Vendée, signé Isambert [25 juillet 1842]
- Consultation pour M. Guicheteau, par M. A. Isambert, avec les adhésions de MM. Crémieux, Nachet, Marie, Odilon Barrot et Paille, imprimerie de E. Duverger [1842]
- État religieux de la France et de l’Europe d’après les sources les plus authentiques avec les controverses sur la séparation de l’église et de l’état, en collaboration avec le Comte de Lasteyrie, Arthur Condorcet-O’Connor et d’autres publicistes [1843]
- Discours de M. Isambert sur la responsabilité des fonctionnaires et réfutation des écrits religieux et polémiques de Monsieur Cormenin, avec une réponse à quelques attaques [17 février 1845]
- Du devoir des électeurs contre les prétentions surannées des ultramontains, par M. Isambert, en réponse à la brochure de Monsieur de Montalembert [1846]
- À Messieurs les électeurs de Luçon (Vendée), signé Isambert [15 juillet 1846]
- Du projet de loi relatif à la réinstitution du chapitre de Saint-Denis et au rétablissement du grand aumônier de France sous le nom de Primicier, par M. Isambert [1847]
- À Messieurs les électeurs de la Seine, signé Isambert, ancien député [21 avril 1848]
- Lettre de M. Isambert contenant le rétablissement de faits importants relatifs aux événements des Antilles françaises en 1824 et 1826 et réponse à des calomnies [1850]
- Tontine Lafarge. Documents nouveaux, des 22 et 24 juin 1850. Lettres de M. Isambert [1850]
- Cour de Cassation. Chambre Criminelle. Audiences Publiques des 8 et 13 novembre 1851. Compte Rendu. Éditeur : M. Ducloux  [1851]
- Liberté des cultes. Procès de Monsieur le Pasteur Jules Lenoir devant la Cour de cassation. Rapport de M. le Conseiller Isambert [1851]
- Paroles prononcées sur la tombe de M. le Général Arthur Condorcet O’Connor par M. Isambert [26 avril 1852]
- Les Mormons et leur chef Brigham-Young, article [1856]
- Histoire de Justinien [1856]
- Sur plusieurs années : Nouvelle Biographie générale, rédaction des notices biographiques de Fulbert, Joseph, Gubaze, Herbert, Harmenopole, La Chalotais, O’Connor, Clarkson, Celse, Célestin, Chatelain, Chauveau-Lagarde, Condorcet, Chalcocondylas, Cujas, Damase, Daniel et Parisot.